# 아스케정
아스케정(足助町)은 아이치현 히가시카모군에 설치되었던 정이다. 예로부터 산슈 가도의 아시스케주쿠로서 번창해 오쿠미카와의 주요 마을 중 하나였다. 카아라시케이의 단풍으로 알려졌다. 2005년 4월 1일에 주변 정촌 (후지오카정, 오바라촌, 아사히촌, 이나부정, 시모야마촌) 과 함께 도요타시에 편입되었다. 

## 역사
- 1889년 10월 1일 - 정촌제 시행과 함께 히가시카모군 아스케촌이 되었다.
- 1890년 12월 17일 - 정으로 승격해 아스케정이 성립하였다.
- 1955년 4월 1일 - 히가시카모군 아스케정, 모리오카촌, 가모촌, 아스리촌이 합병해 아스케정이 성립하였다.
- 2005년 4월 1일 - 후지오카정, 오바라촌, 아사히촌, 이나부정, 시모야마촌과 함께 도요타시에 편입되었다.

## 행정
- 정장 : 야자와 쇼스케 (矢澤長介) (1999년 4월 27일 - 2005년 3월 31일)

## 재정
- 2004년
- 인구 9621명 전년대비 △1.2% (주민기본대장 H17.3.31)
- 재정력지수 0.40
- 공채비비율 17.2%
- 실질 단년도 수지 6234만엔(흑자)
- 경상수지 비율 113.5% (125.1% 감세보전채 및 임시재정대책비 제외) 매우 나쁜 수치
- 세입 총액 75억0983만엔
- 세출 총액 73억4787만엔
- 지정단체의 상황 산진, 과소
- 지방세 세입 9억8083만엔 (세입의 13.1%)
- 지방교부세 세입 17억6688만엔 (세입의 23.5%)
- 지방채 세입 6억7820만엔 (세입의 9.0%)
- 공채비 9억2903만엔 (세출의 12.6%)
- 인건비 13억2370만엔 (세출의 18.0%)
- 부조비 1억8658만엔 (세출의 2.5%)
- 직원수 일반직원 123명(이 중 기능노무직 5명), 교육공무원 4명 합계 127명
- 인구 1000명당 직원 수 13.20명
- 직원 1인당 인건비 1042만2906엔
- 지방채현재고 59억0027만엔
  - 적립금현재 고재조 8억5560만엔 감채 3억9375만엔 특정목적 4억9169만엔

## 교통

### 철도
- 정내에는 철도노선이 다니지 않는다. 철도를 이용할 경우 제일 가까운 역은 나고야 철도 사나게역이다.

### 도로
- 국도 153호선
- 국도 420호선